# Белогурова, Маргарита Борисовна
Маргари́та Бори́совна Белогу́рова (родилась 4 сентября 1958 года) — советский и российский гематолог, доктор медицинских наук, профессор. Заведующая кафедрой онкологии Санкт-Петербургской государственной педиатрической медицинской академии.

## Биография
Маргарита Белогурова окончила Ленинградский педиатрический медицинский институт в 1981 году.
Доктор медицинских наук. Заведующая отделением детской онкологии и гематологии Городской больницы № 31 Санкт-Петербурга, член Международного общества детских онкологов.

## Отделение детской гематологии и онкологии
В отделении лечатся дети со всеми видами злокачественных опухолей: от лейкозов до опухолей головного мозга. На Северо-Западе России оно является единственным, успешно лечащим опухоли центральной нервной системы у детей.
Из 100 детей, заболевших злокачественными опухолями, сегодня реально излечить 65-70. По конкретным нозологическим формам это выглядит следующим образом: долговременная выживаемость больных с острым лимфобластным лейкозом увеличилась с 15 до 75%, больных с миелоидным лейкозом - с 0 до 40%, больных с лимфомами - с 30 до 80%, больных с остеогенной саркомой - с 14 до 60%.
Международное сотрудничество, позволившее так радикально изменить ситуацию в городе, продолжается и в настоящее время и во многом это заслуга Маргариты Белогуровой. Контакты с зарубежными коллегами осуществляются практически ежедневно посредством электронной почты. Это даёт возможность своевременно консультировать больного непосредственно у руководителя лечебной программы и избежать возможных ошибок. И сейчас отношения с европейскими коллегами перешли из разряда ученичества в партнёрство.
Отделение тесно сотрудничает с ведущими клиниками и научными учреждениями Санкт-Петербурга и Москвы, Белоруссии и Украины, занимающимися теми же проблемами.
На отделении ведётся интенсивная научная работа: за последние три года опубликовано более 80 печатных работ, проводится анализ результатов лечения, готовятся диссертации, издан учебник «Детская онкология». Отделение является учебной базой кафедры медико-социальной экспертизы и реабилитации детей-инвалидов Института усовершенствования врачей-экспертов.
Профессор Белогурова руководит отделением с 2000 года.

## Награды
- Лауреат приза "Большая медведица" в номинации "Медицинский работник" (2005)[2] — за высокий профессионализм и проявленный гуманизм.